# Northwest League

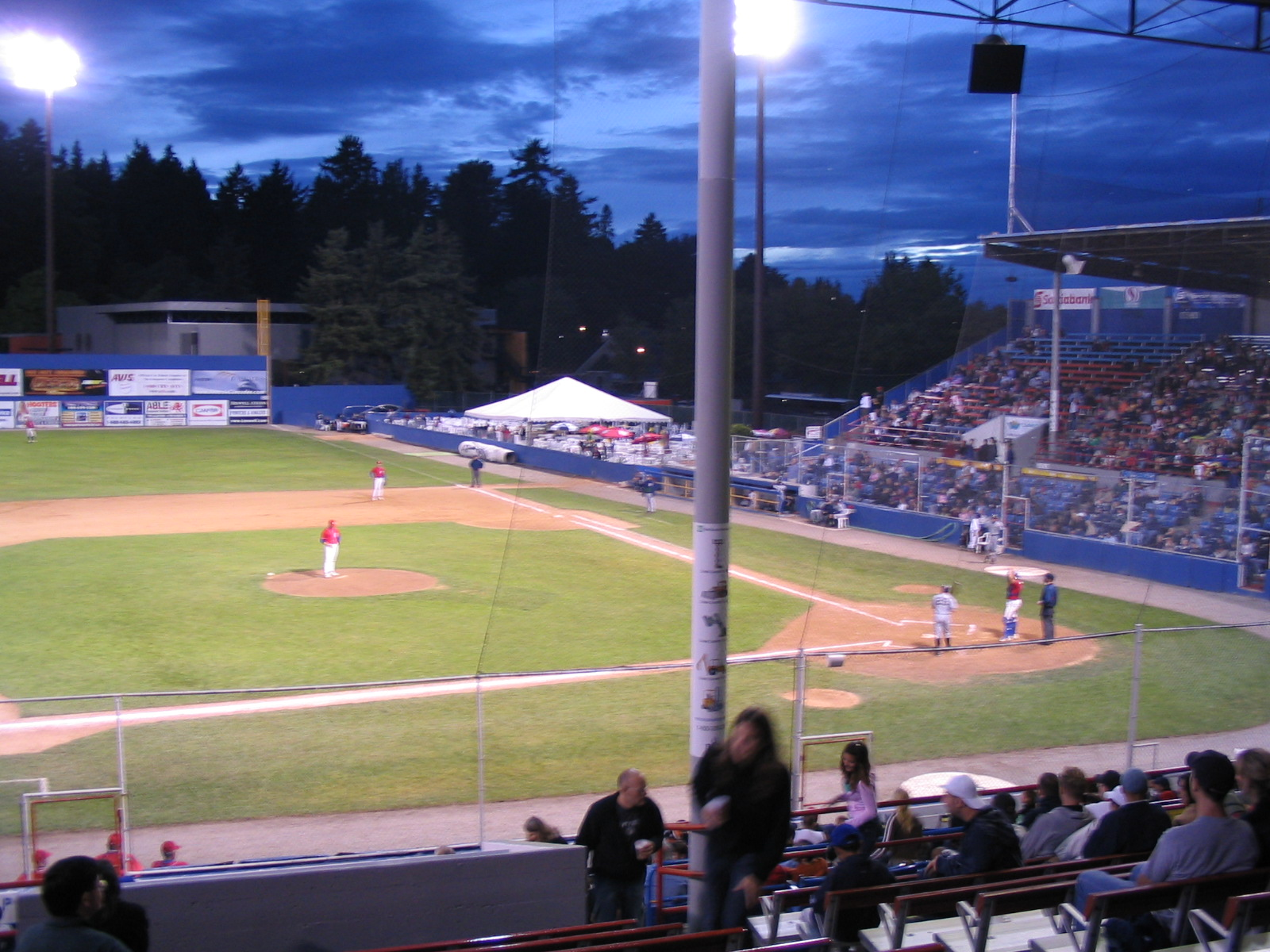
Juego de la Northwest League en Vancouver en 2005.

La Northwest League of Professional Baseball es una liga de béisbol profesional de Estados Unidos que forma parte de las Ligas Menores, categoría Clase A de temporada corta, con promedio de 75 juegos por campaña, a diferencia de los 140 que juegan otras ligas Clase A. La temporada comienza en junio y termina en septiembre. Cada equipo está afiliado a otro de las Grandes Ligas con el fin de fomentar el desarrollo de beisbolistas para el posterior ingreso a las mayores.
Sus orígenes se remontan a la Western International League, fundada en 1937 como categoría B y que luego a partir de 1952 pasó a categoría A. En 1955 adoptó su actual nombre.

## Equipos actuales
| División | Equipo                 | Afiliación en MLB    | Ciudad                        | Estadio                  | Capacidad |
| -------- | ---------------------- | -------------------- | ----------------------------- | ------------------------ | --------- |
| Norte    | Everett AquaSox        | Seattle Mariners     | Everett, Washington           | Everett Memorial Stadium | 3.682     |
| Norte    | Spokane Indians        | Texas Rangers        | Spokane, Washington           | Avista Stadium           | 7.162     |
| Norte    | Tri-City Dust Devils   | San Diego Padres     | Pasco, Washington             | Gesa Stadium             | 3.654     |
| Norte    | Vancouver Canadians    | Toronto Blue Jays    | Vancouver, Columbia Británica | Nat Bailey Stadium       | 6.500     |
| Sur      | Boise Hawks            | Colorado Rockies     | Boise, Idaho                  | Memorial Stadium         | 4.500     |
| Sur      | Eugene Emeralds        | Chicago Cubs         | Eugene, Oregón                | PK Park                  | 4.000     |
| Sur      | Hillsboro Hops         | Arizona Diamondbacks | Hillsboro, Oregón             | Ron Tonkin Field         | 4.500     |
| Sur      | Salem-Keizer Volcanoes | San Francisco Giants | Keizer, Oregón                | Volcanoes Stadium        | 4.250     |